# Ambicholestes trilobatus
Ambicholestes trilobatus is een vlokreeftensoort uit de familie van de Ischyroceridae. De wetenschappelijke naam van de soort is voor het eerst geldig gepubliceerd in 1998 door Just.